# Sénoville
Sénoville ou Senoville est une commune française, située dans le département de la Manche en région Normandie, peuplée de 191 habitants.

## Géographie
La commune est située dans le Cotentin, sur la Côte des Isles, à 26 km au sud-sud-ouest de Cherbourg.

### Communes limitrophes
Les communes limitrophes sont Baubigny, Les Moitiers-d'Allonne, Sortosville-en-Beaumont, Surtainville et Bricquebec-en-Cotentin.

### Hydrographie
La commune est située dans le bassin Seine-Normandie. Elle est drainée par le cours d'eau 01 du Hameau au Vesque, le cours d'eau 01 du Hameau Viel, le cours d'eau 01 du Pont Padet et le ruisseau Beautrain,,.

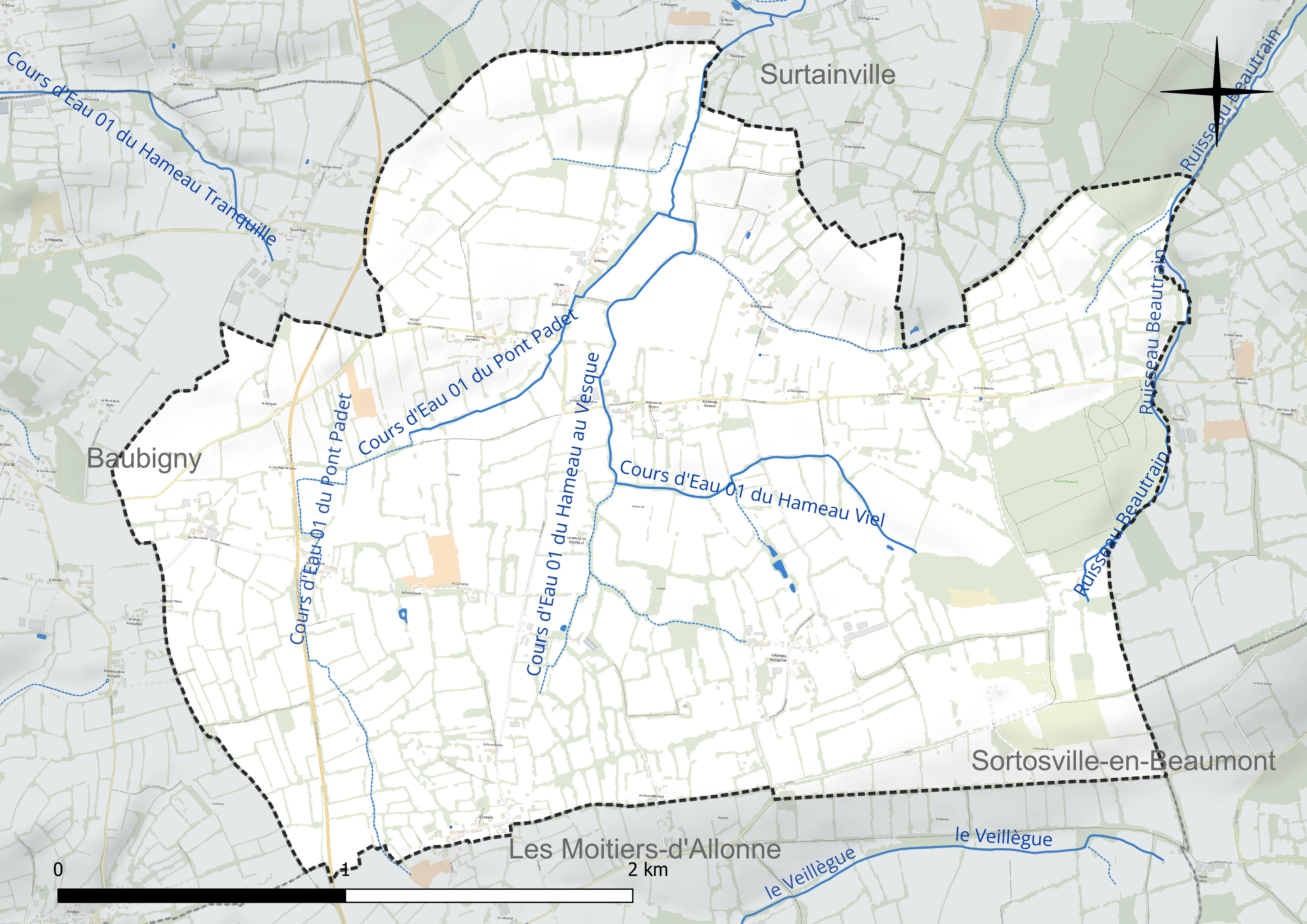
Réseau hydrographique de Sénoville.

### Climat
Pour des articles plus généraux, voir Climat de la Normandie et Climat de la Manche.
En 2010, le climat de la commune est de type climat océanique franc, selon une étude du CNRS s'appuyant sur une série de données couvrant la période 1971-2000. En 2020, Météo-France publie une typologie des climats de la France métropolitaine dans laquelle la commune est exposée à un climat océanique et est dans la région climatique  Normandie (Cotentin, Orne), caractérisée par une pluviométrie relativement élevée (850 mm/a) et un été frais (15,5 °C) et venté. Parallèlement le GIEC normand, un groupe régional d’experts sur le climat, différencie quant à lui, dans une étude de 2020, trois grands types de climats pour la région Normandie, nuancés à une échelle plus fine par les facteurs géographiques locaux. La commune est, selon ce zonage, exposée à un « climat maritime », correspondant au Cotentin et à l'ouest du département de la Manche, frais, humide et pluvieux, où les contrastes pluviométrique et thermique sont parfois très prononcés en quelques kilomètres quand le relief est marqué.
Pour la période 1971-2000, la température annuelle moyenne est de 11,1 °C, avec une amplitude thermique annuelle de 10,8 °C. Le cumul annuel moyen de précipitations est de 957 mm, avec 13,6 jours de précipitations en janvier et 7,1 jours en juillet. Pour la période 1991-2020, la température moyenne annuelle observée sur la station météorologique la plus proche, située sur la commune de Cherbourg-en-Cotentin à 25 km à vol d'oiseau, est de 12,1 °C et le cumul annuel moyen de précipitations est de 963,9 mm,. Pour l'avenir, les paramètres climatiques de la commune estimés pour 2050 selon différents scénarios d’émission de gaz à effet de serre sont consultables sur un site dédié publié par Météo-France en novembre 2022.

## Urbanisme

### Typologie
Au 1er janvier 2024, Sénoville est catégorisée commune rurale à habitat très dispersé, selon la nouvelle grille communale de densité à sept niveaux définie par l'Insee en 2022.
Elle est située hors unité urbaine et hors attraction des villes,.

### Occupation des sols
L'occupation des sols de la commune, telle qu'elle ressort de la base de données européenne d’occupation biophysique des sols Corine Land Cover (CLC), est marquée par l'importance des territoires agricoles (95,4 % en 2018), une proportion identique à celle de 1990 (95,4 %).
La répartition détaillée en 2018 est la suivante : prairies (49 %), terres arables (33,7 %), zones agricoles hétérogènes (12,7 %), forêts (4,6 %).

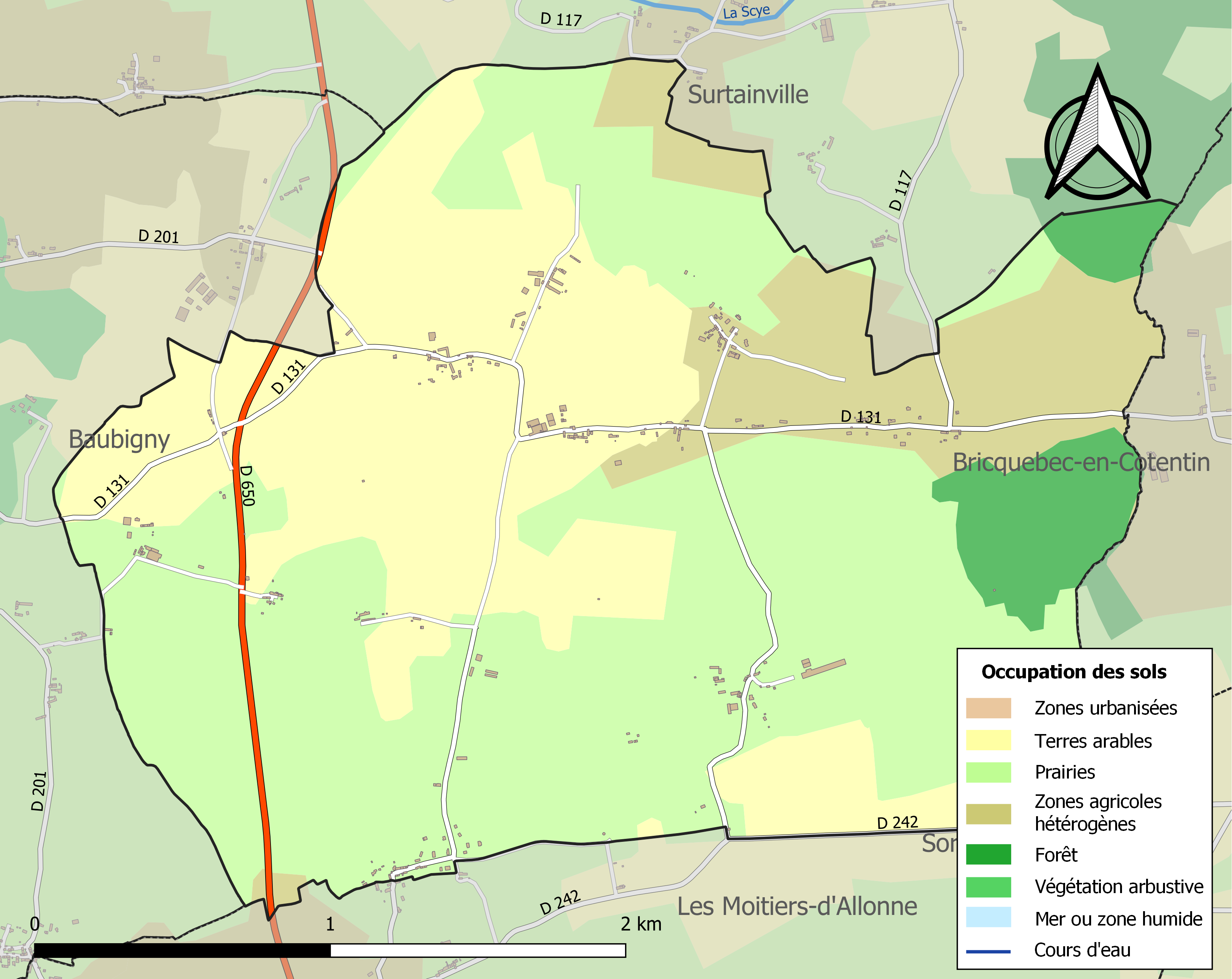
Carte des infrastructures et de l'occupation des sols de la commune en 2018 (CLC).

L'évolution de l’occupation des sols de la commune et de ses infrastructures peut être observée sur les différentes représentations cartographiques du territoire : la carte de Cassini (XVIIIe siècle), la carte d'état-major (1820-1866) et les cartes ou photos aériennes de l'IGN pour la période actuelle (1950 à aujourd'hui).

### Voies de communication et transports
Accès par les routes départementales D650, D131 et D117.

## Toponymie
Le nom de la localité est attesté sous les formes Senovilla au XIIe siècle, Senoville en 1793.
Senoville tirerait son nom d'un anthroponyme germanique (domaine agricole de Senold, Sinold ou Senaldus).

## Histoire

### Moyen âge
Dans la première moitié du XIIe siècle, la paroisse relevait de l'honneur de Bricquebec.
Le fief noble de Sénoville relevait de la baronnie de Bricquebec et portait le nom de fief Bacon, du nom de ses, ou d'un de ses, premiers possesseurs. 
À la fin du XIVe siècle le fief est la possession de la famille Hervieu. En 1394 et 1414, est cité Pierre Hervieu, écuyer, seigneur de Sénoville.
Au XVe siècle, Sénoville a pour seigneur Pierre Hervieu († 1451), fils de Pierre et Guillemette Hervieu, également 24e abbé régulier de Saint-Sauveur-le-Vicomte. Il est inhumé dans l'église où son gisant est encore visible.
La dîme était partagée entre l'évêque de Coutances et le curé du village.

### Temps modernes
En 1567, Adrien Hervieu, sieur de Sénoville et de Mandenaville à Saint-Pierre-d'Allonne, est taxé pour ces deux fiefs de 50 livres dans le rôle des nobles et roturiers, au titre du ban et de l'arrière ban de la vicomté de Coutances, réalisé par Gilles Dancel, seigneur d'Audouville, lieutenant général du bailli de Cotentin, tenu à Coutances les 20-22 octobre. Le fief de Sénoville qui valait un demi-fief de haubert et relevait de la baronnie de Bricquebec, avait des extensions aux Pieux, Saint-Germain-le-Gaillard, Saint-Paul-des-Sablons, Baubigny, Pierreville et Saint-Pierre-d'Allonne.

## Politique et administration

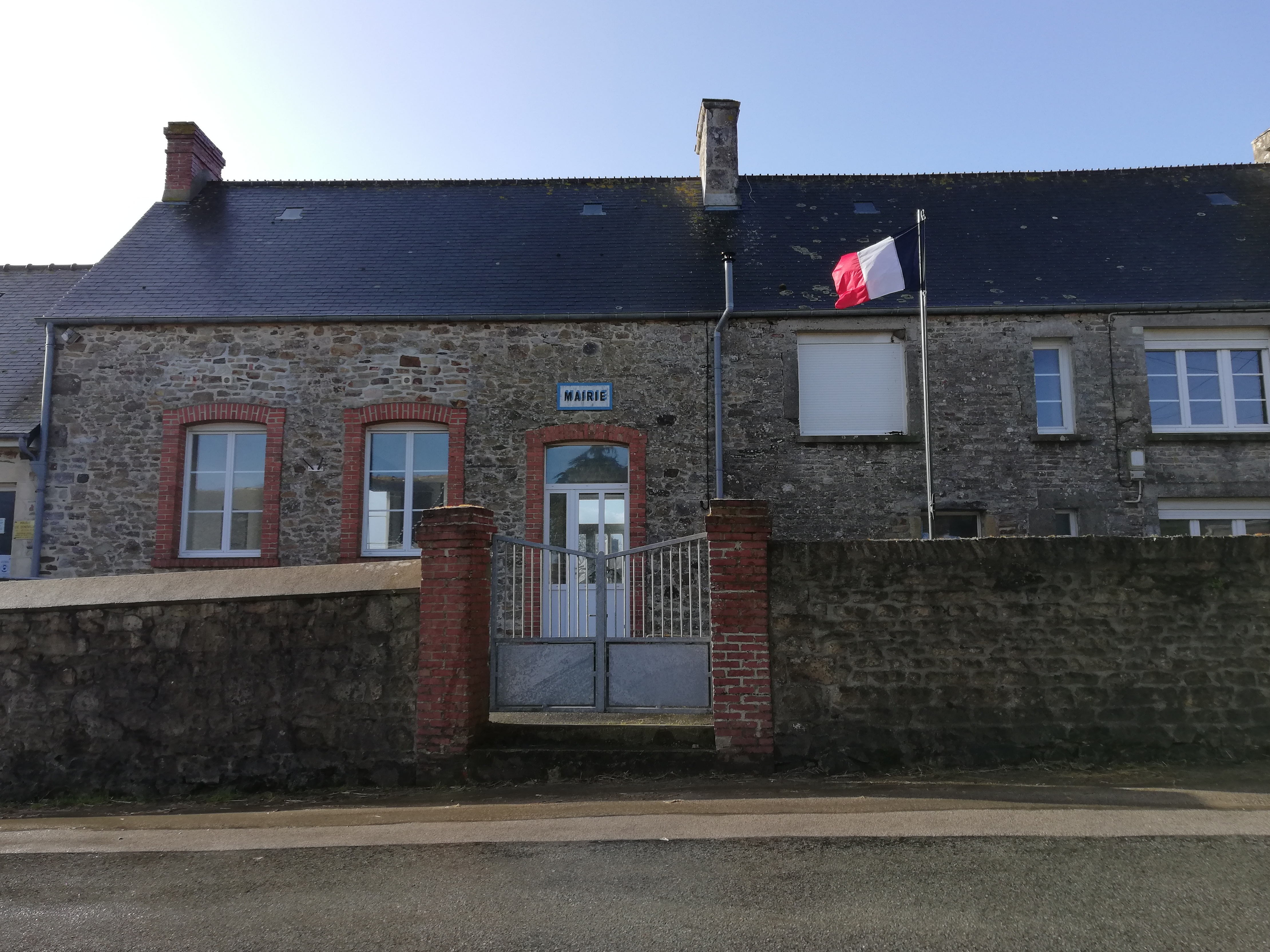
Mairie.

| Période                                  | Période   | Identité        | Étiquette | Qualité       |
| ---------------------------------------- | --------- | --------------- | --------- | ------------- |
| 1956                                     | 1996      | Louis Simon     |           |               |
| 1996                                     | mars 2014 | Jean Boisnel    | SE        |               |
| mars 2014                                | En cours  | Caroline Mabire | SE        | Fonctionnaire |
| Les données manquantes sont à compléter. |           |                 |           |               |

## Population et société
Les habitants de la commune sont appelés les Senovillais.

### Démographie
L'évolution du nombre d'habitants est connue à travers les recensements de la population effectués dans la commune depuis 1793. Pour les communes de moins de 10 000 habitants, une enquête de recensement portant sur toute la population est réalisée tous les cinq ans, les populations de référence des années intermédiaires étant quant à elles estimées par interpolation ou extrapolation. Pour la commune, le premier recensement exhaustif entrant dans le cadre du nouveau dispositif a été réalisé en 2006.
En 2022, la commune comptait 191 habitants, en évolution de −7,73 % par rapport à 2016 (Manche : −0,31 %, France hors Mayotte : +2,11 %).
| 1793 | 1800 | 1806 | 1821 | 1831 | 1836 | 1841 | 1846 | 1851 |
| ---- | ---- | ---- | ---- | ---- | ---- | ---- | ---- | ---- |
| 400  | 426  | 456  | 443  | 473  | 437  | 408  | 415  | 390  |

| 1856 | 1861 | 1866 | 1872 | 1876 | 1881 | 1886 | 1891 | 1896 |
| ---- | ---- | ---- | ---- | ---- | ---- | ---- | ---- | ---- |
| 386  | 389  | 361  | 332  | 332  | 316  | 308  | 282  | 255  |

| 1901 | 1906 | 1911 | 1921 | 1926 | 1931 | 1936 | 1946 | 1954 |
| ---- | ---- | ---- | ---- | ---- | ---- | ---- | ---- | ---- |
| 267  | 262  | 232  | 193  | 220  | 254  | 241  | 247  | 229  |

| 1962 | 1968 | 1975 | 1982 | 1990 | 1999 | 2006 | 2011 | 2016 |
| ---- | ---- | ---- | ---- | ---- | ---- | ---- | ---- | ---- |
| 209  | 183  | 171  | 161  | 162  | 179  | 199  | 216  | 207  |

| 2021 | 2022 | - | - | - | - | - | - | - |
| ---- | ---- | - | - | - | - | - | - | - |
| 190  | 191  | - | - | - | - | - | - | - |

### Sports et loisirs
- Randonnées pédestres, et sentier pédestre balisé d'environ huit kilomètres à partir du parking de l'église.

## Économie
L'agriculture et l'élevage sont les principales sources économique de la commune.

## Culture locale et patrimoine

### Lieux et monuments
- Église paroissiale Saint-Lô reconstruite au XVIIIe siècle. L'édifice abrite sept œuvres classées au titre objet aux monuments historiques : le monument funéraire de Louis Hervieu, 24e abbé de l'abbaye de Saint-Sauveur-le-Vicomte, avec le gisant d'un prêtre placé dans un enfeu du XVe, une poutre de gloire (perque) du XVIIIe avec un christ en croix du XVIIe, une statuette de saint Sébastien du XVIIe, un calice de l'orfèvre H. le Forestier du XVIIIe, deux autels secondaires avec retable et statues du XVe, un maître-autel de style Louis XV du XVIIIe[32], ainsi qu'une chaire de style Louis XIII, des fonts baptismaux du Moyen Âge et une statuaire allant du XIVe au XVIIIe siècle[33] : saint Nicolas du XVe, saint Lô du XVIIe, saint Jean-Baptiste du XVe, Vierge à l'Enfant du XIVe, sainte Barbe du XVIIIe[23], et une cloche datée de 1777.
- Croix de cimetière du XVIIe siècle.
- Croix de chemin dites la Croix Blanche du XVIIe siècle, la Croix Colombel du XXe siècle et la Croix de la Lubere du XVIIe siècle.
- Ancien presbytère du XVIIIe siècle avec ses portes charretière et piétonne du début du XVIe siècle.
- Tour cylindrique à l'angle d'un manoir des XVIIe et XVIIIe siècles, près de l'église.

Tour ronde du Moyen Âge accolée d'une tourelle d'escalier percée de meurtrières pour mousquet, et restes de mâchicoulis (parapet sur arcatures aveugles).
- Ferme du Manoir du XVIIIe siècle.
- Maison datée de 1783 à l'Épivent.
- Moulin à vent à la Masse de Bavent, moulin-tour avec bandeaux et claveaux de grès alternés.
- Lavoir près de la mairie.

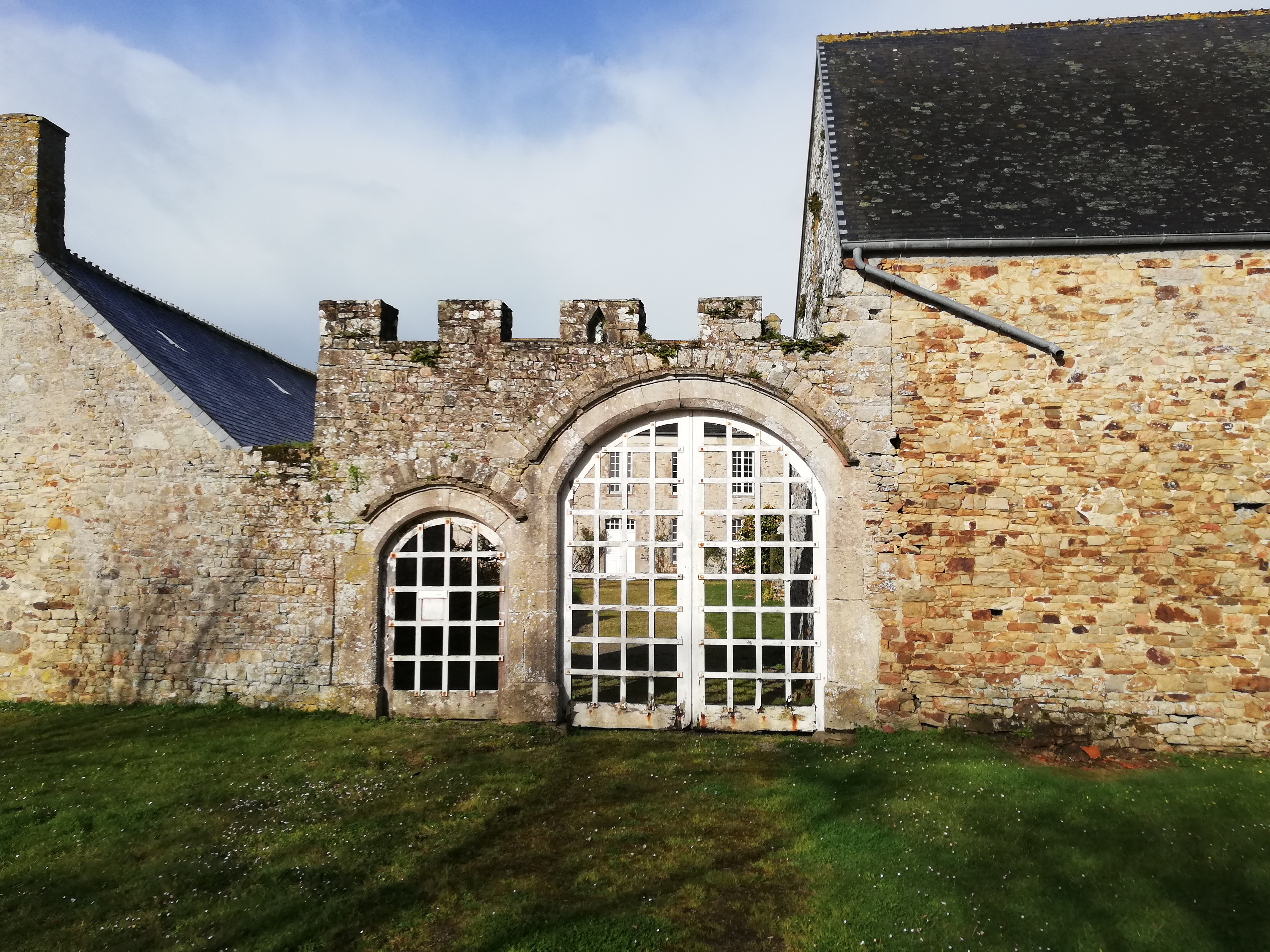
Le presbytère et sa porte charretière.
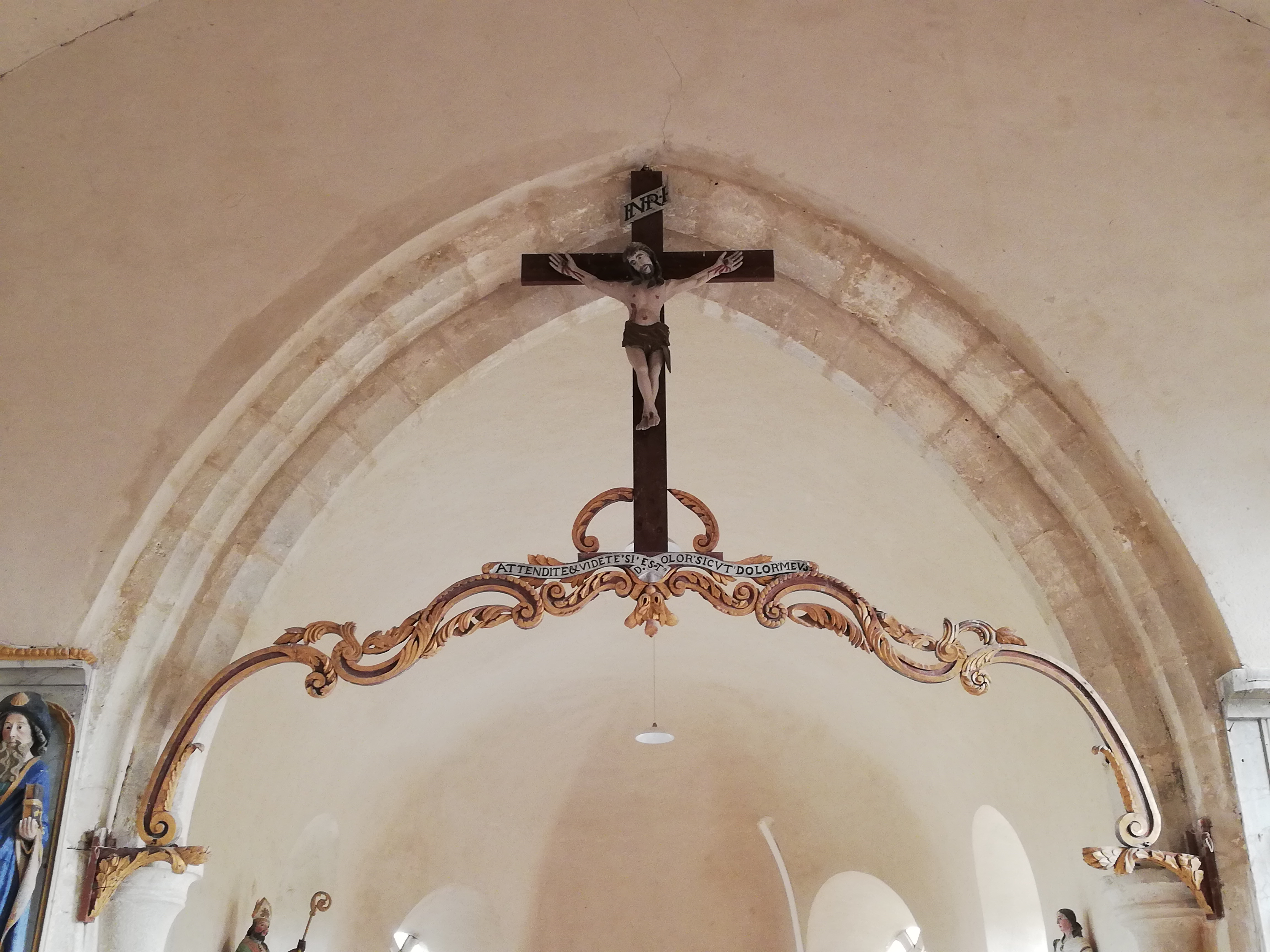
Poutre de gloire.
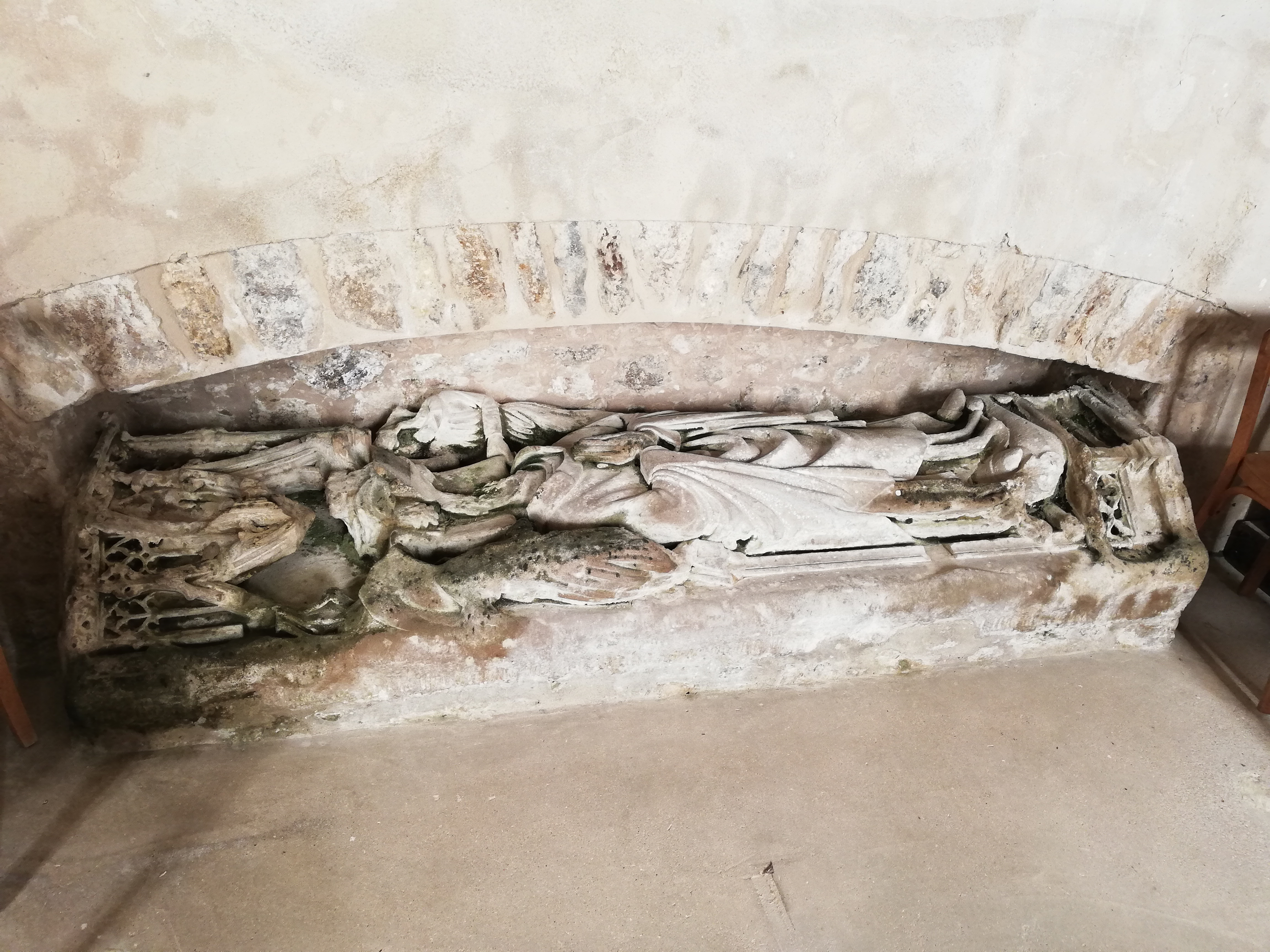
Monument funéraire de l'abbé Louis Hervieu.
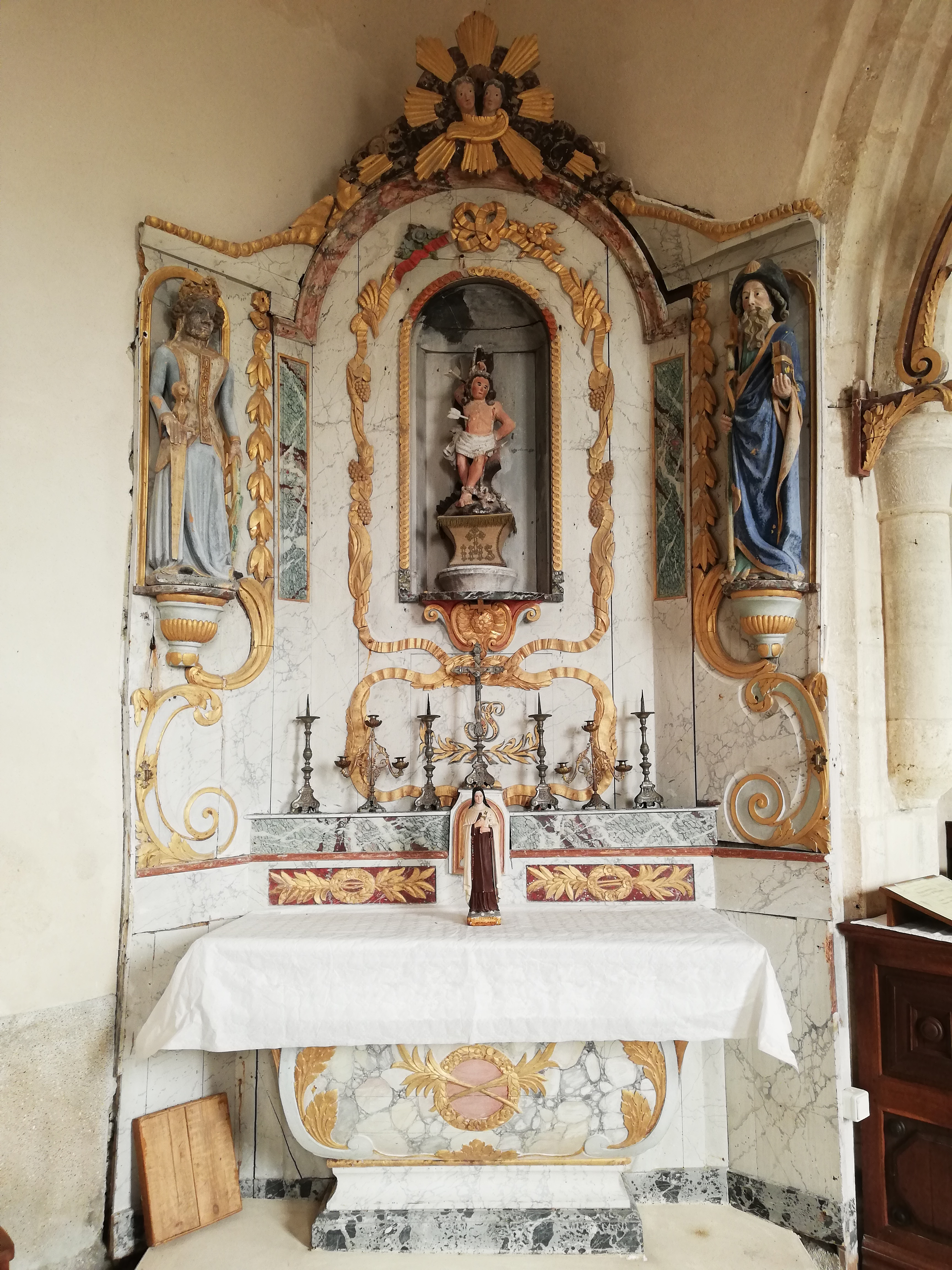
Autel secondaire à saint Sébastien.